# Tom Scott and the L.A. Express
Tom Scott and the L.A. Express es el primer álbum de estudio del músico estadounidense Tom Scott junto con su banda L.A. Express. Fue publicado en febrero de 1974 a través de Ode Records.

## Recepción de la crítica
Un escritor no especificado de la revista Record World indicó que “el exclusivo sonido contemporáneo orientado al jazz de Tom Scott se captura incandescentemente en su primer lanzamiento para Ode”. Un escritor no especificado de la revista Billboard comentó: “El destacado saxofonista Scott presenta un programa que combina lo mejor del jazz con el entusiasmo de las melodías contemporáneas y los patrones de percusión actuales”. Un escritor no especificado de la revista Cash Box indicó que “[The L.A. Express] es capaz de capturar estados de ánimo emocionales y transferirlos musicalmente al disco, una habilidad única que pocos profesionales logran sin años de arduo trabajo”.

## Lista de canciones
Todas las canciones escritas y compuestas por Tom Scott, excepto donde esta anotado. 
| Lado uno |                                                                              |          |  |
| N.º      | Título                                                                       | Duración |  |
| 1.       | «Bless My Soul» (Max Bennett, Larry Carlton, John Guerin, Joe Sample, Scott) | 4:13     |  |
| 2.       | «Sneakin' in the Back» (Bennett, Carlton, Guerin, Sample, Scott,)            | 4:31     |  |
| 3.       | «King Cobra»                                                                 | 4:21     |  |
| 4.       | «Dahomey Dance» (John Coltrane)                                              | 3:40     |  |
| 5.       | «Nunya» (Bennett)                                                            | 3:38     |  |

| Lado dos |                             |          |  |
| N.º      | Título                      | Duración |  |
| 1.       | «Easy Life»                 | 3:00     |  |
| 2.       | «Spindrift»                 | 5:41     |  |
| 3.       | «Strut Your Stuff»          | 3:35     |  |
| 4.       | «L.A. Expression» (Bennett) | 6:20     |  |
| 5.       | «Vertigo» (Bennett)         | 2:30     |  |

## Créditos y personal
Créditos adaptados desde las notas de álbum de Tom Scott and the L.A. Express.
Tom Scott and the L.A. Express
- Tom Scott – trompa, instrumentos de viento
- Max Bennett – bajo eléctrico
- Joe Sample – teclados
- Larry Carlton – guitarra
- John Guerin – percusión, batería

Personal técnico
- Tom Scott – productor
- Hank Cicalo – ingeniero de audio, mezclas
- Chuck Beeson – director artístico
- Joe Garnett – diseño de portada
- Jim McCrary – fotografía